# Baixada Ivo Rodrigues
Baixada Ivo Rodrigues é uma escola de samba do carnaval de Uruguaiana. A entidade era originalmente um bloco, desfilou pela primeira vez como escola de samba em 2009, com o enredo: “Meu carnaval. Ontem, hoje e sempre uma explosão de cores”. O samba, de autoria de Kadika, Topico e Almir, foi interpretado por Kadika, Topico, Nádia Natine, Bira e Sílvio.

Para 2010, chegou a ser relacionada como escola de samba convidada, porém em nova relação apresentada meses depois, acabou sendo excluída do desfile.

## Títulos
- Campeã de Blocos: 2005,[5] 2006,[6]